# Rundt om månen
Rundt om Månen er den ene af Jules Vernes to bøger om en rejse til Månen. Den udkom på fransk i 1870 under titlen Autour de la Lune.

## Handling
Efter at være blevet skudt ud i rummet i et projektil, fortsætter de tre månerejsende, Barbicane, Michel Ardan og Nicholl, turen mod månen. Kort efter opsendelsen passerer projektilet en komet, som kredser om jorden. Med nød og næppe undgår det at blive ramt af kometen, men senere viser det sig, at dens tyngdekraft har afbøjet projektilets bane. Da det når månen, går det derfor i kredsløb i stedet for at lande på månen som planlagt. De tre passagerer er i fare for at fryse ihjel, da projektilet flyver over månens mørke bagside.
Projektilets bane om månen viser sig at være meget elliptisk, og når det er fjernest fra månen, vil det nå L1-punktet mellem månen og jorden. Michel Ardan får den idé, at de, når de når L1, skal affyre projektilets indbyggede raketter, der var beregnet til at afbøde landingen. På den måde skulle de kunne falde ned på månen. Raketterne bliver dog affyret for sent, så projektilet bliver indfanget af Jordens tyngdefelt og falder tilbage mod Jorden. Det falder med 230.400 km/t, men da det slår ned i Stillehavet, bliver faldet afbødet. De tre rejsende bliver reddet, og trods den mislykkede månelanding får de en heltemodtagelse i USA.